# Вигфилд
Ви́гфилд - итальянская танцевальная группа, возглавляемая датской певицей (англ. Whigfield, наст. имя: Санни Шарлотта Карлсон, дат. Sannie Charlotte Carlson, род. 11 апреля 1970). Она также была автором песен и продюсером, известна под разными сценическими именами, включая Уигфилд, Наан или просто Санни. Самый ее знаменитый сингл - "Saturday Night" 1993 года, который в следующем году стал международным хитом.
Живя в то время в Италии, Карлсон работала с итальянским продюсером Ларри Пинаньоли, а песня "Saturday Night" вошла в пятерку лучших в Италии. Ее синглу "Another Day" также удалось занять третье место в Италии. Сингл "Sexy Eyes" также попал в чарты других стран вместе с "Another Day" и "Think of You", которые вошли в десятку лучших в Великобритании, Швейцарии, Норвегии и ее родной Дании.
Она участвовала в Dansk Melodi Grand Prix 2018 с песней «Boys on Girls», но не прошла в суперфинал.

## Начало жизни
Карлсон родилась в Скельскёре, Дания. В детстве она провела несколько лет в Африке, прежде чем вернуться в родную страну. До карьеры певицы Карлсон работала моделью и занималась музыкой. Карлсон играла в дуэте, пока не встретила продюсера Ларри Пинаньоли и взяла имя «Вигфилд» в честь своего школьного учителя музыки.

## Дискография
- См. «Whigfield#Discography» в англ. Википедии.